# لوئیس خیمنس (بازیکن بسکتبال)
لوئیس خیمنس (اسپانیایی: Luis Jiménez‎؛ زادهٔ ۲۱ ژانویهٔ ۱۹۶۲) بازیکن بسکتبال اهل ونزوئلا است. وی در بازی‌های المپیک تابستانی ۱۹۹۲ شرکت کرده‌است.